# 游荡始微蛛
游荡始微蛛（学名：Prinerigone vagans）为皿蛛科始微蛛属的动物。分布于欧洲以及中国大陆的新疆等地，常栖息于草丛。该物种的模式产地在欧洲。